# Catia Graphical Representation
CGR steht für CATIA Graphical Representation. Es handelt sich hier um ein CAD-Datenformat das für das CAD-Programm CATIA häufig im Digital Mock-Up (DMU) kontext verwendet wird.
Die Catia Module DMU Navigator, DMU Space Analysis, DMU Fitting Simulator, DMU Kinematics Simulator und DMU Optimizer können CGR-Dateien verwenden.
Vorteile:
- CGR-Dateien werden schneller geladen.
- CGR-Dateien benötigen nur 10 % des Speicherplatzes des CATIA .Model-Dokumentes das auf den Konstruktionskomponenten basiert.
- Die Komplexität der CGR-Dateien ist geringer.

Nachteile:
- Konstruktionen lassen sich mit CGR-Dateien nicht erzeugen da Konstruktionsbedingungen nicht vom Dateiformat unterstützt werden.
- Es können keine Beziehungen zwischen Objekten hergestellt werden, da diese auf Konstruktionskomponenten basieren.
- Es lassen sich keine Verbindungen erzeugen, da Verbindungen Konstruktionsbedingungen zu Grunde liegen.